# 初天神
『初天神』（はつてんじん）は古典落語の演目。元は上方落語だが江戸落語でも演じられる。原話は安永2年（1773年）に出版された『聞上手』の「凧」。
題の「初天神」とは、天神様（菅原道真）を祀る天満宮に、正月の25日に参詣すること、あるいはその日に行われる縁日を指す。道真が25日に生まれ、25日に没したことから、同日を吉日としている（天神信仰#天神信仰と数字）。

## あらすじ
1月25日の初天神の日。男は1人で天満宮に行こうとするが女房から息子を連れていくように頼まれる。あれこれ買って欲しいとねだられることを予想していたため、男は息子を連れていきたくない。父親が天満宮に行くと知って息子は、連れていかないと近所に親のあることないことを話すと脅す。しかたなく男は、何もねだらないと息子に約束させ、天満宮へ連れて行く。
何もねだらないと約束した息子であったが、あの手この手で、何かしら買わそうとする。やがて相手に疲れた男は、口を塞げればいいとして飴を買ってやる。参拝を終えた帰路、凧の屋台の前を通りかかり、息子は凧を買って欲しいとねだる。男は拒否しようとするが、凧屋の店主も息子を唆し、結局、凧を買うことになる。
2人は天満宮の隣にある空き地に向かい、買ったばかりの凧を揚げようとする。子供時代に腕に覚えがあった男は、先に自分が見本を見せてやるといって凧を挙げるが、そのまま自分が夢中になってしまう。いい加減、代わってくれと息子は何度も頼むが、無視され続け、最後に諦めて息子は言う。
「こんなことなら、親父なんか連れてくるんじゃなかった」

## サゲのバリエーション
上記のサゲは上方落語のものである。江戸落語では凧揚げ中に子供が他人とぶつかってしまい、まず男が謝る。その後、今度は男のほうが他人とぶつかってしまい、子供が謝るというサゲになる。
また、親子ではなく、同じ長屋に住む独り身の男と子供の噺として演じられることもある。